# Ace Attorney
Ace Attorney, conhecido no Japão como Gyakuten Saiban (逆転裁判, lit. "Reviravolta no tribunal"), é uma série de jogos de aventura/visual novel criada por Shu Takumi e publicada pela Capcom na qual o jogador assume o papel de um advogado de defesa num tribunal fictício, que é baseado no sistema legal japonês, buscando o veredicto de "inocente" para o seu cliente, usando investigação criminal, provas, e a examinação de testemunhos a fim de provar a inocência do cliente.
Os três primeiros jogos da série foram originalmente lançados somente no Japão entre 2001 e 2004 para Game Boy Advance, sendo mais tarde adaptados para o Nintendo DS e traduzidos para o inglês, entre outras línguas. A série foi desenvolvida com o foco no DS somente a partir do quarto jogo. Os jogos para DS usam várias funcionalidades do portátil, como o microfone e a tela tátil.
Os três primeiros jogos apresentam o protagonista e personagem jogável Phoenix Wright (成歩堂龍一 Naruhodō Ryūichi na versão original em japonês). O quarto jogo, cuja história ocorre sete anos após os eventos do terceiro jogo da série, introduz um novo protagonista, Apollo Justice, que assume o posto de Wright. No quinto jogo da série, Dual Destinies, Wright volta a ser o protagonista. Em novembro de 2017, a Capcom anunciou em entrevista ao site Jiji que está "trabalhando em diversos títulos para o Switch, que devem chegar após abril de 2018," sendo a série Ace Attorney um dos destaques da produtora em produção para o console híbrido da Nintendo.

## Enredo
O jogo toma lugar em uma cidade urbana, passando-se em 2016 e depois; para a versão japonesa, essa cidade é em algum lugar no Japão, enquanto a tradução para inglês situa o jogo em Los Angeles, California. As diferenças de tradução às vezes refletirão diferenças entre sociedades, como por exemplo o lado em que o motorista de um carro fica. E também, os nomes dos personagens principais foram adaptados conforme a tradução; por exemplo, o personagem principal é chamado de "Ryuichi Naruhodo", o qual o último nome é um trocadilho com a palavra em japonês "Entendo", foi renomeado nas versões ocidentais para "Phoenix Wright", fazendo referência a phoenix que surge das próprias cinzas, e um trocadilho com a palavra da língua inglesa "right", que significa "certo".
No sistema futuro fictício de justiça ocorre que quando uma pessoa é acusada de um crime, têm imediatamente um julgamento tendo um juiz, um promotor do estado, e um advogado de defesa que deve provar completamente o acusado de inocência do crime. Julgamentos duram no máximo 3 dias, devido ao grande número casos que os tribunais devem lidar; se o acusado não é considerado inocente após esse tempo, o caso é transferido a uma corte mais alta. A maior parte do trabalho durante um julgamento é feita pelo advogado de defesa, que deve ouvir as testemunhas trazidas pela promotoria e achar contradições em seus testemunhos para livrar seu cliente. Durante um pequeno espaço de tempo, uma opção para um julgamento com júri é também estabelecida.
Phoenix Whight, protagonista dos três primeiros jogos, é um advogado novato recém-formado da escola de direito, assumindo um emprego no escritório Fey & Co. Law Offices comandado por Mia Fey, uma advogada que ajudou Phoenix a se livrar da acusação de assassinato muitos anos antes dos eventos do primeiro jogo. Quando Mia é assassinada, Wright assume o escritório com a ajuda da irmã mais nova de Mia, Maya, e muda o nome do escritório para "Wright & Co. Law Offices". A família Fey tem a habilidade de invocar espíritos, o que permite que Maya ou sua prima Pearl Fey invoquem o espírito de Mia para ajudar Wright no tribunal. Wright desenvolve uma rivalidade com o promotor Miles Edgeworth ao longo das vezes em que eles se opõem na corte. As vitórias de Wright sobre Edgeworth (junto com a vitória de Wright sobre o promotor Manfred Von Karma). introduzem uma terceira promotora a combater Phoenix na corte, Franziska von Karma, que vê Edgeworth como um irmão mais novo (apesar de ser na verdade muitos anos mais nova do que ele). Ela tem como determinação ter sucesso onde Edgeworth e o pai dela falharam, e vencer contra Phoenix na corte. No terceiro jogo, o principal rival de Phoenix na corte é Godot, um promotor que tem uma certa rixa com Phoenix. Também relacionado a Phoenix, Mia e outros membros da família Fey são revelados, ligando com os eventos dos jogos anteriores até o último caso, que encerra os capítulos de Phoenix Wright na série Ace Attorney.
O quarto jogo avança sete anos após os três primeiros jogos. Phoenix, tendo sua licença de advogado cassada por ter usado provas falsificadas, tornou-se um pianista, adotou uma jovem mágica chamada Trucy, e transformou seu escritório em "Wright Talent Agency". Quando ele é acusado de assassinato, prevê o que estava por vir e chama, como também contrata, o talentoso advogado de defesa Apollo Justice com o seu "Chords of Steel", forçando o escritório a ser renomeado para "Wright Anything Agency". Enquanto Apollo e Trucy lidam com os casos, Phoenix ainda trabalha com seus contatos no sistema de justiça para implementar mudanças que melhorarão os julgamentos, incluindo a introdução do "Jurist System" que deixa a decisão de culpado ou inocente a um júri composto por seis pessoas, enquanto investiga os mistérios envolvendo seu último caso sete anos atrás.
Há alguns pontos em que um personagem diferente do protagonista é controlado. No jogo Justice for All, Maya é temporariamente controlada quando ela é sequestrada no quarto caso. Em Trials and Tribulations, Mia é a personagem controlável no 1º e 4º casos, que ocorrem três anos antes do jogo, e Miles Edgeworth substitui Phoenix quando ele se machuca no quinto caso. Phoenix também é jogável no quarto caso de Apollo Justice, tanto em corte no seu caso final sete anos trás, quanto nas investigações seguintes.

## Jogabilidade
Os jogos na série Ace Attorney são primeiramente jogos de aventura, embora o jogador precise coletar provas e apresentá-las às testemunhas quando estão no tribunal. O jogo é mostrado primariamente usando sprites bidimensionais estilo manga ou anime, com diálogos em texto, efeitos sonoros, e pequenos clipes mínimos falados para simular fala. Em Dual Destinies, modelos 3D são usados, embora ainda não haja diálogos em áudio, apenas texto.
Há duas fases em cada caso, Investigação e sessões de Julgamento. Investigação permite visitar vários lugares que têm ligação com o caso e falar com pessoas envolvidas, enquanto procura-se por provas examinando o local; o segundo e terceiro caso também apresentaram o "Psyche-Lock", um sistema no qual o advogado de defesa pode quebrar barreiras mentais para descobrir a verdade de testemunhas não cooperativas durante a investigação. Jogadores podem mostrar evidência tanto quanto, no segundo e no terceiro jogo, perfis de pessoas envolvidas no caso.
Sessões de tribunal geralmente consistem em testemunhos, que são feitos por frases. O jogador examina os testemunhos, a fim de localizar uma contradição mostrando uma peça de evidência relacionada ao que a testemunha está falando. O jogador pode usar a opção "Press", em que o jogador pressiona a testemunha realizando mais perguntas relacionadas a frase. Algumas vezes, usando 'Press' e mostrando provas pode levar a novas declarações. Mostrar a prova correta na maioria das vezes leva a novos testemunhos e quase sempre é a única maneira de avançar no jogo. Ocasionalmente, o jogador terá que provar suas alegações, apresentando evidências ou uma examinação mais cuidadosa das evidências já mostradas. No quarto jogo, há o sistema de "Perceive", que é ativado durante a examinação de certos testemunhos. Durante o testemunho, o jogador pode ativar o sistema e examinar a linguagem corporal e ações da testemunha, que podem indicar que elas estão falando algo não verdadeiro, e assim forçando a vítima a falar a verdade.
Como defesa, o jogador normalmente tem como objetivo conseguir o veredicto de não-culpado para seus clientes. A maioria dos julgamentos no jogo dura dois dias, chegando no máximo a três, sendo que entre os dias, o jogador pode revisitar cenas relacionadas ao caso para obter mais provas ou informações. Através do processo do julgamento, o jogador deve determinar a partir da informação adquirida o culpado verdadeiro , para assim conseguir inocentar seu cliente.
Apresentar evidências contra a testemunha/promotor acompanham uma animação com o personagem apontando com o dedo e gritando "Objection!" (objeção), junto com um balão de texto com a mesma palavra. Esses elementos se tornaram ícones da série. Se o jogador mostra a evidência errada, a mostra na hora errada ou falha na argumentação, ele perde alguns pontos em sua barra de vida. Se o jogador perder muitos pontos, o cliente será declarado culpado e o caso encerrado, resultando em um "Game Over". O jogador terá de recomeçar do último ponto de onde salvou ou no início do julgamento.

## Jogos
A série Ace Attorney começou como uma trilogia para Game Boy Advance, chamada Gyakuten Saiban, lançada somente no Japão de 2001 até 2004. As versões de Game Boy Advance não foram lançadas fora do Japão ou traduzidas. Em 2005, o primeiro jogo, Gyakuten Saiban, foi refeito para Nintendo DS como Gyakuten Saiban: Yomigaeru Gyakuten (Turnabout Courtroom: Turnabout Rebirth). Quando o jogo refeito foi relançado no Japão ele inclui tanto a tradução japonesa quanto a tradução inglesa, fazendo com que o jogo fosse um jogo com alta procura para importação. No mês de outubro de 2005, a tradução inglesa foi transformada na versão norte-americana do jogo, Phoenix Wright: Ace Attorney, e assim foi também com a versão europeia. Devido a popularidade do jogo refeito, versões refeitas para DS dos jogos Gyakuten Saiban 2 and 3 foram lançadas com preço diferente no Japão, entretanto sem nenhum episódio adicional e foram mais tarde lançadas no mercado ocidental. O quarto jogo, Apollo Justice: Ace Attorney, é o primeiro título feito especificamente para o Nintendo DS, e Phoenix Wright: Ace Attorney - Dual Destinies é o primeiro título de 3DS.

### Phoenix Wright: Ace Attorney
A versão original para GBA foi lançada em 2001, sendo que os ports japonês e norte-americanos foram lançados em 2005. A história do jogo apresenta Phoenix Wright, Mia e Maya Fey, e Miles Edgeworth, junto com outros personagens menores que reaparecem em outros jogos. A versão para GBA continha quatro casos; um quinto caso especial chamado de "Rise from the Ashes" foi feito para as versões de DS e utilizava técnicas adicionais de investigação que se baseavam nas capacidades do DS como o microfone e a touchscreen.

### Phoenix Wright: Ace Attorney - Justice for All
O segundo jogo foi lançada para GBA no Japão em 2002, e para DS em 2006 e 2007. O jogo tem quatro casos em ambas versões, e o enredo ocorre mais ou menos um ano após os eventos do primeiro jogo. São introduzidos os personagens Pearl Fey, prima mais nova das irmãs Fey, e Franziska von Karma, filha de Manfred.

### Phoenix Wright: Ace Attorney - Trials and Tribulations
O terceiro jogo foi lançado para GBA no Japão em 2004, e as versões para DS em 2007. O enredo do jogo ocorre mais ou menos um ano após os eventos do jogo anterior, e inclui muitos personagens dos jogos anteriores, e também permite que sejam jogados dois casos do passado como Mia Fey. Há um total de cinco casos neste jogo.

### Apollo Justice: Ace Attorney
O quarto jogo foi lançado no Japão no mês de abril de 2007, e na América do Norte no dia 19 de fevereiro de 2008. É o primeiro jogo da série que foi desenvolvido especificamente para o Nintendo DS. O jogo foi lançado com o nome de Apollo Justice: Ace Attorney nos EUA e na Europa, refletindo a mudança do personagem principal de Phoenix Wright para Apollo Justice (Housuke Odoroki (王泥喜 法介, Odoroki Hōsuke). O jogo tem quatro casos.

### Phoenix Wright: Ace Attorney - Dual Destinies
Conhecido no Japão como Gyakuten Saiban 5, é o quinto jogo da série, sendo lançado para o Nintendo 3DS, em 25 de julho de 2013, no Japão, e em 24 de outubro de 2013, no resto do mundo. A versão japonesa é a única que possui lançamento em mídia física. As outras foram lançadas exclusivamente para a loja digital do 3DS, a Nintendo eShop. O jogo conta com cinco casos e o protagonista volta a ser Phoenix Wright. Agora, o jogador conta com a ajuda de Athena Cykes, uma parceira que possui um dispositivo, o Mood Matrix, que possibilita que ela revele emoções na voz dos suspeitos e testemunhas.

### Spin-offs

#### Ace Attorney Investigations: Miles Edgeworth
Um spin-off da série, foi lançado no Japão no dia 28 de maio de 2009. Em abril de 2008 uma edição da revista Famitsu, revelou-se que o jogo seria Ace Attorney Investigations: Miles Edgeworth, conhecido no Japão como Gyakuten Kenji (逆転検事, Turnabout Prosecutor). O codinome original era New Gyakuten Not Saiban (NEW逆転 NOT裁判, "NEW Turnabout, NOT Trial") e foi anunciado pela Capcom em fevereiro de 2008. É um jogo para Nintendo DS estrelando o promotor Miles Edgeworth (御剣怜侍 Mitsuguri Reiji na versão original) e o detetive Dick Gumshoe. As seções de investigação estão presentes usando uma visão em terceira pessoa. O jogo acontece antes e após os eventos de Trials and Tribulations. O jogo também apresenta novos e nunca vistos antes personagens principais como Kay Faraday.

#### Ace Attorney Investigations: Miles Edgeworth 2
Conhecido oficialmente como Gyakuten Kenji 2, é a sequência de Investigations: Miles Edgeworth e um jogo lançado exclusivamente para o Japão, em 3 de fevereiro de 2011. Não há planos para um lançamento fora do Japão.

#### Professor Layton vs. Phoenix Wright: Ace Attorney
Esse spin-off trata-se de um crossover entre a série Ace Attorney e Professor Layton, desenvolvido pela Capcom e Level-5, e publicado pela Level-5. O jogo foi lançado no Japão em 29 de novembro de 2012, e está planejado para ser lançado em 2014 nas Américas, na Austrália e na Europa. A jogabilidade é uma combinação dos puzzles de Professor Layton e os tribunais de Ace Attorney.

### Versões para PC
Daletto e a Capcom fizeram uma parceria para levar os três jogos de GameBoy Advance para o Microsoft Windows, dividido em pequenos episódios no Japão; o primeiro jogo, por exemplo, foi dividido em 17 episódios e só inclui os quatro capítulos originais do primeiro jogo. Os jogos foram lançados entre março e maio de 2008. No momento, a Capcom não anunciou planos de levar estes a outras regiões.

## Recepção

### Recepção da crítica
| Jogo                                                 | Metacritic           | Game Rankings        |
| ---------------------------------------------------- | -------------------- | -------------------- |
| Phoenix Wright: Ace Attorney                         | 81/100 (53 análises) | 82% (62 análises)    |
| Phoenix Wright: Ace Attorney Justice for All         | 76/100 (51 análises) | 78% (57 análises)    |
| Phoenix Wright: Ace Attorney Trials and Tribulations | 81/100 (45 análises) | 81% (46 análises)    |
| Apollo Justice: Ace Attorney                         | 78/100 (16 análises) | 77% (39 análises)    |
| Phoenix Wright: Ace Attorney Dual Destinies          | 81/100 (57 análises) | 82.73% (41 análises) |

As versões ocidentais dos jogos têm arrancado análises positivas da imprensa de jogos eletrônicos. A série tem sido elogiada por ser um bom jogo de aventura em um mercado com falta de bons jogos desse tipo, tem grande apresentação, trilha sonora, e diálogos, sendo ao mesmo tempo criticado por ser muito linear, a ausência do fator replay e a falta de evolução durante os jogos da série. A representação do sistema legal nos jogos foi observada como significantemente falha; a análise do site GameSpot do jogo Phoenix Wright: Ace Attorney percebeu que durante as partes no tribunal, deve-se "ignorar toda sua descrença no procedimento inteiro, mesmo que, embora parecendo perto da realidade, deixaria horrorizado os membros do atual sistema legal." Phoenix Wright: Ace Attorney — Justice for All também recebeu comentários negativos devido a ausência do uso das capacidades únicas do DS introduzidas no primeiro jogo. A edição número da revista (N)Gamer disse que a série às vezes tem "reviravoltas bizarras na lógica" que transforma o jogo em um procedimento de tentativa e erro.

### Popularidade
No Japão, a série tem sido um sucesso, sendo que as vendas combinadas (das versões para GBA e para DS) dos dois primeiros jogos da série somam 400.000 unidades, e o terceiro jogo, considerando somente as vendas para GBA, chegando a 250.000 unidades vendidas. O quarto jogo vendeu 160.000 cópias no dia do lançamento no Japão, chegando a um total de 250.000 unidades durante a primeira semana após o lançamento.
Nos Estados Unidos, o primeiro jogo se tornou surpreendentemente um sucesso, forçando a Capcom enviar pelo menos três remessas adicionais do jogo para atender a demanda. Parte disso deve-se a baixa expectativa inicial das grandes lojas como Wal-Mart e Toys "R" Us que distribuíram os jogos; a Capcom produziu de nove a dez remessas de de três a quatro mil unidades antes que a Toys "R" Us pedisse 15.000 cópias.
No mês de junho de 2008, a Capcom declarou que a série, contendo 12 títulos, vendeu mais do que 3 milhões unidades mundialmente, e está empatada com a série Breath of Fire como a 11ª série com mais vendas de todos os tempos da Capcom.

## Música
A trilha sonora oficial de Phoenix Wright: Ace Attorney foi publicada primeiro pela Suleputer no dia 30 de novembro de 2005. As trilhas sonoras do segundo e terceiro jogo também foram lançadas.
A Capcom também lançou um álbum com o título de Gyakuten Saiban Orchestra Album: Gyakuten Meets Orchestra com arranjos orquestrados de muitas das músicas utilizadas no jogo e nas duas sequências no dia 9 de setembro de 2006. Um segundo CD com peças adicionais de orquestra intitulado Ace Attorney foi posto à venda no evento Tokyo Game Show de 2006, e foi vendido ao público mais tarde naquele ano. No dia 31 de março de 2007, outro álbum oficial com arranjos intitulado Gyakuten Saiban Jazz Album: Gyakuten Meets Jazz foi lançado pela Capcom. Como o próprio nomediz, o álbum consiste de arranjos de jazz. Originalmente, estava programado que os CDs seriam lançados somente no Japão, mas, foi anunciado que seria lançado na América do Norte também, entretanto a data de lançamento permanece desconhecida.
O grupo não-oficial Magical Trick Society lançou um álbum com arranjos das músicas do jogo Phoenix Wright: Ace Attorney, chamado Cadenza: Gyakuten Saiban 1.
No dia 20 de Abril de 2008, um concerto de músicas da série Ace Attorney ao vivo aconteceu, e no dia 16 de julho de 2008, uma gravação dessa apresentação foi lançada, com o nome de Gyakuten Saiban Tokubetsu Houtei 2008.
A Capcom Japan trabalhou em conjunto com Takarazuka Revue para criar um musical ao vivo para os jogos Phoenix Wright apresentado em fevereiro de 2009. Gyakuten Saiban −Yomigaeru Shinjitsu− (逆転裁判 −蘇る真実−, lit. "Turnabout Trial -Truth Resurrected-"), e estrelou Tomu Ranju da Cosmos Troupe no papel principal. O show foi bem elogiado, levandoa uma sequência a ser apresentada em agosto de 2009.

## Mangá
A editora americana de mangá Del Rey Manga distribui nos Estados Unidos uma adaptação em mangá da série de jogos eletrônicos. Esta não é a mesma adaptação que está sendo feita no Japão, sendo algo mais como uma coleção de doujinshi, ou histórias criadas por fãs, produzidos por vários artistas diferentes. A adaptação sendo feita atualmente no Japão é escrita por Kenji Kuroda e desenhada por Kazuo Maekawa e publicada pela Kodansha.